# شاين هوبز
شاين هوبز (بالإنجليزية: Shane Hobbs)‏ هو لاعب كرة قدم بريطاني، ولد في 30 أبريل 1985 في إنجلترا في المملكة المتحدة. لعب مع نادي بريستول روفيرز.

## وصلات خارجية
- شاين هوبز على موقع Soccerbase.com (لاعب) (الإنجليزية)